# 休倫 (紐約州)
休倫（英語：Huron）是一個位於美國紐約州韋恩縣的鎮。

## 人口
根據2020年美國人口普查的數據，休倫的面積為111.63平方千米，當中陸地面積為102.02平方千米，而水域面積為9.61平方千米。當地共有人口1872人，而人口密度為每平方千米17人。